# 布鲁尼·苏林
布鲁尼·苏林（英語：Bruny Surin，1967年7月12日—），加拿大男子田径运动员，主攻短跑。他曾代表加拿大参加1988年、1992年、1996年和2000年夏季奥林匹克运动会田径比赛，其中1996年奥运会获得一枚金牌。